# Alfonso Silva
Alfonso Silva Placeres, (Las Palmas de Gran Canaria, 19 de marzo de 1926 - Constanza, 16 de febrero de 2007) fue un Futbolista grancanario que militó en el Atlético de Madrid (desde 1946 hasta 1955) regresando a Gran Canaria para defender los colores de la UD Las Palmas hasta su retirada en 1959.
También fue internacional por España en cinco ocasiones, incluyendo una participación en el Mundial de 1950, celebrado en Brasil y el de Suecia.
Falleció el 16 de febrero de 2007 en su casa de Constanza (Alemania) a la edad de 80 años después de una grave y rápida enfermedad.
En octubre de 2002 se inauguró un estadio en su ciudad natal con el nombre del jugador.

## Trayectoria

### Inicios 1940-1945
Alfonso Silva Placeres empezó a jugar al fútbol en el colegio de los Franciscanos, en Las Palmas de Gran Canaria. Su primer equipo fue el Santa Catalina, del cual también salieron otras figuras del fútbol canario. Con 17 años recién cumplidos se incorpora al Real Club Victoria donde ganó el campeonato de Canarias de 1942 o el doblete de Campeón de la Liga Canaria. vuelve a ganar el campeonato en 1946, por el año anterior haber quedado segundo tras el Real Hespérides lagunero.

### Atlético de Madrid 1946-1957
Tras los logros en Canarias, Silva da el salto a la competición nacional, fichando por el Atlético de Madrid en la temporada 1946-47. Lograría también en el Atlético de Madrid, conquistar varios títulos así como las ligas de 1949 y 1950. 
El diez de enero jugó un partido con la Selección de fútbol de Canarias contra el campeón de la liga argentina, San Lorenzo de Almagro, que hacía una gira por Europa y ganaba todos los partidos que disputaba. Ante el conjunto canario, encajaron cuatro goles en media hora, llegando los argentinos a pensar que dicha selección canaria era una selección de los mejores jugadores de España y negándose a jugar la otra mitad del encuentro. Sin embargo la alineación era íntegramente canaria y tras hablar en el descanso con el embajador argentino, salieron a disputar la segunda mitad del partido, en la que los canarios relajaron su juego encajando dos goles y siendo el resultado final de 4-2 a favor del conjunto de Silva.
El 2 de enero de 1949 vistió por primera vez la camiseta nacional (marcando un gol)y llegándolo a hacer en cuatro ocasiones más.Junto a Luis Molowny y Rosendo Hernández jugó Silva en la Copa Mundial de Fútbol de 1950, en Brasil, quedando en cuarta posición, la mejor clasificación de la Selección Española de Fútbol de su historia hasta el mundial de 2010 en la que sale campeona.
En la temporada 56-57 el entrenador Barrios aparta del equipo a Silva por problemas disciplinarios tras haber jugado en el equipo colchonero durante nueve temporadas. años atrás, después de que Silva saliera del Victoria, se había creado la Unión Deportiva Las Palmas, de la fusión de varios clubes de la capital grancanaria y este nuevo club pretendía los servicios de grancanario. El equipo de Madrid no quería vender barato a su estrella dado que tenía ofertas de otros clubes como el Milan o el Sporting de Lisboa. Pero al final se llegó  un acuerdo y Silva fichó por la Unión Deportiva Las Palmas.

### Unión Deportiva Las Palmas
9 de enero de 1957, es la fecha en la que Alfonso Silva firma para jugar con la Unión Deportiva Las Palmas. La entidad amarilla tubo que pagar 300.000 pesetas por la contratación del jugador.
La fama del jugador era tal, que a su primer entrenamiento acudieron más de 2.000 personas. permaneció en el club hasta que se retiró en la temporada '58-59. Disputó con la Unión Deportiva un total de 42 partidos, marcando 14 goles, buenos números teniendo en cuenta su posición de mediocampista.
En una entrevista concedida al periódico Mundo Deportivo, Silva realizó las siguientes declaraciones: "¡Imagínese lo que me ilusiona jugar en la Unión Deportiva. Soy canario y de Las Palmas!".

## Clubes
| Club                       | País   | Año       |
| -------------------------- | ------ | --------- |
| Santa Catalina             | España | 19??-1941 |
| Real Club Victoria         | España | 1941-1945 |
| Atlético de Madrid         | España | 1946-1957 |
| Unión Deportiva Las Palmas | España | 1957-1958 |

## Palmarés
- Campeón de la Liga de Canarias 1942-43, 1944-45 y 1946-47. (Real Club Victoria)
- Subcampeón de la Liga de Canarias 1945-46. (Real Club Victoria)
- Campeón de Primera División de España 1949-50 y  1950-51. (Atlético de Madrid)
- Jugador de la Selección de fútbol de Canarias que ganó al San Lorenzo de Almagro en 1950 en el Estadio de Chamartín, Madrid.
- Subcampeón de la Copa del Generalísimo 1956 (Atlético de Madrid)
- Campeón del Trofeo Teresa Herrera 1956 (Atlético de Madrid)